# Župní dům (Košice)
Župní dům (i Stoličný dům, v období let 1945–1990 Dům Košického vládního programu) v Košicích je budova na Hlavní ulici.

## Historie
Na parcele, kde dnes stojí Župní dům, kdysi stávaly dva honosnější měšťanské domy. Současnou budovu projektoval architekt císařské komory ve Vídni Ján Langer v barokně-klasicistním stylu. Výstavba probíhala v roce 1779. Do současné podoby byl palác upraven až v letech 1887 až 1889 inženýrem Gustávem Markó podle projektu architekta Bély Gerstera. Upraven byl přední i zadní trakt budovy a byla vystavěna drobná boční křídla. V letech 1960 a 1961 prošel Župní dům částečnou úpravou a v letech 1971 až 1975 byla provedena generální oprava a přestavba na muzeum. Další rekonstrukce, tentokrát fasády, pak následovala v roce 2005.

## Majitelé a uživatelé budovy
Palác jako župní dům byl součástí majetku abovsko-turnianské župy. Jako župní dům sloužila budova do roku 1928, když se v Československu přešlo na zemský systém územněsprávního členění republiky. V roce 1945 ho několik týdnů užívala vláda Česko-Slovenské republiky, dočasně sídlící v Košicích. V jeho reprezentační zasedací síni byl vyhlášen 5. dubna 1945 Košický vládní program. Budova byla později prohlášena za národní kulturní památku. Za socialismu v ní bylo zřízeno muzeum a palác byl přejmenován na Dům Košického vládního programu. Dnes v budově sídlí Východoslovenská galerie.